# 1511 az irodalomban
Az 1511. év az irodalomban.

## Új művek
- Megjelenik Rotterdami Erasmus 1509-ben latin nyelven írt szatirikus értekezése, A balgaság dicsérete; (címe latinul: Stultitiæ Laus, görögül: Morias Enkomion).
- Cancionero general (Általános daloskönyv) című spanyol verses antológia.[1]
- Jean Lemaire de Belges belga (vallon) szerző prózában írt műve: Les illustrations de Gaule et singularités de Troye (Gallia dicsősége és Trója…?), első könyv; a második és a harmadik könyv 1513-ban jelent meg.

## Születések

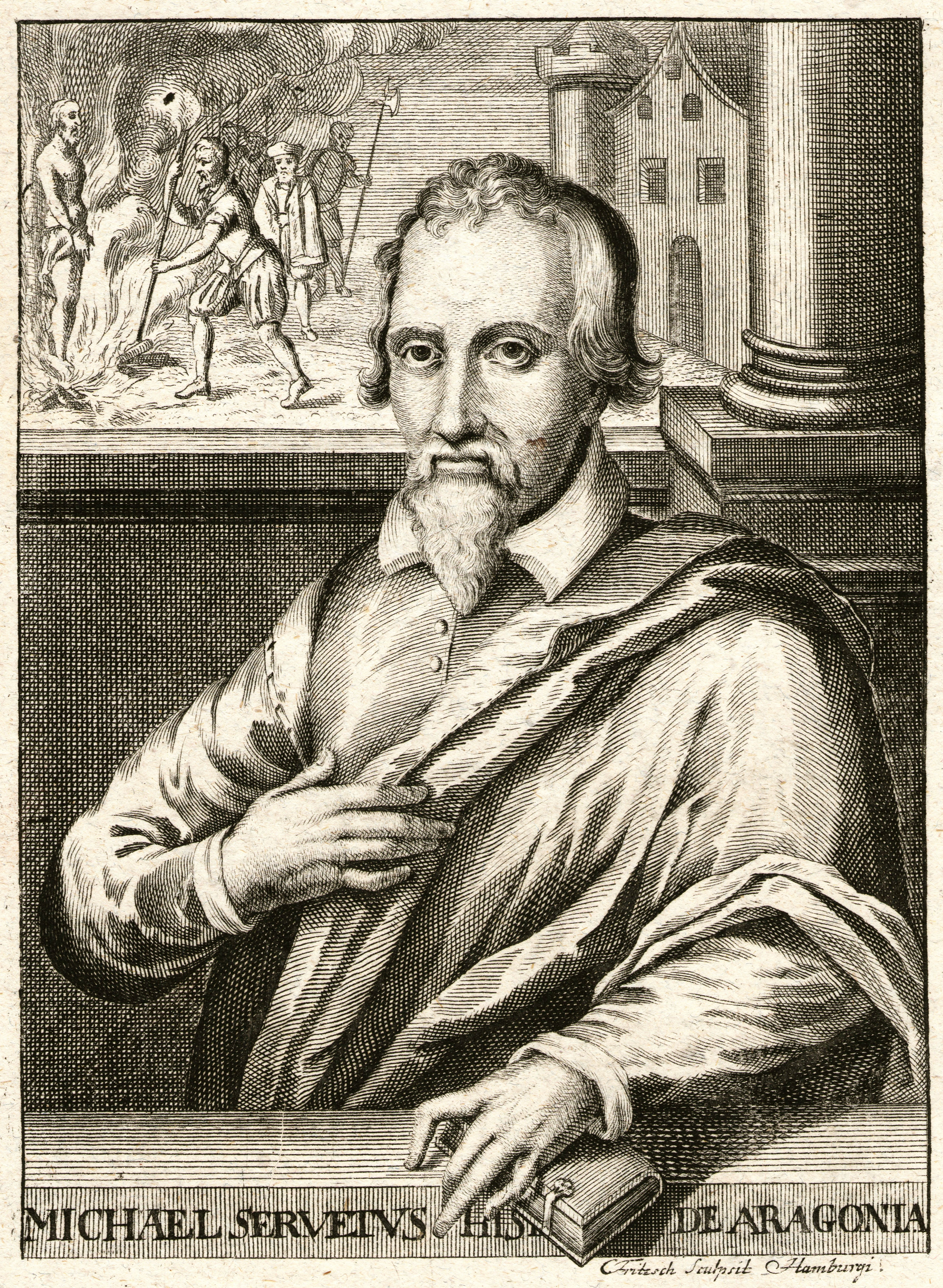
Szervét Mihály

- szeptember 29. – Szervét Mihály (Michael Servetus) spanyol orvos, katolikus teológus, humanista, az antitrinitárius nézeteket kifejtő Christianismi Restitutio szerzője († 1553)
- november 15. – Johannes Secundus) (Jan Everaerts) holland humanista és új-latin költő († 1536)

## Halálozások
- október 18. – Philippe de Commines francia nyelvű flamand krónikás, emlékiratíró (* 1447)
- november 30. – Ambrosius Calepinus itáliai Ágoston-rendi szerzetes, lexikoníró (Ambrogio Calepino) (* 1435)